# Ден Мілісавлєвіч
Ден Мілісавлєвіч (нар. 31 січня 1980) — канадський астроном і професор-асистент з фізики та астрономії в Університеті Пердью.

## Біографія
Мілісавлєвіч здобув вищу освіту в МакМастерському університеті, де він був зарахований до престижної програми МакМастерських мистецтв та наук. Після закінчення навчання в 2004 році він отримав стипендію Співдружності для навчання в Лондонській школі економіки. Там він здобув ступінь магістра з філософії та історії науки та захистив дисертацію про інтерпретації квантової механіки. У червні 2011 року Мілісавлєвич отримав ступінь доктора філософії з фізики та астрономії в Дартмутському коледжі. Згодом він був постдоком у Гарвард-Смітсонівському астрофізичному центрі, а потім здобув постійну позицію в Університеті Пердью.

## Наукові результати
Мілісавлєвіч спеціалізується на спостереженні наднових і залишків наднових. Він також відомий як співвідкривач супутників Урана Фердинанда, Трінкуло та Франциско і супутників Нептуна Халімеда, Сао, Лаомедеї та Несо.